# Buchtův kopec
Buchtův kopec je výrazný vrchol ve Žďárských vrších (813 m). Nachází se 2 km severovýchodně od obce Sněžné a 7 km východně od Devíti skal.
Na vrcholu se nachází budova Řízení letového provozu, což činí vrchol nejvyšším obydleným místem na Českomoravské vrchovině a přístřešek s posezením a samoobslužným barem. Až na vrchol stoupá účelová komunikace z Daňkovic a dále na něj vede několik značených tras.
Na úpatí kopce mezi Sněžným a Daňkovicemi se nachází bývalá léčebna plicních a respiračních onemocnění. Provoz léčebny byl ukončen na konci roku 2011.

## Rozhled
Vrchol byl zalesněný, avšak následkem kůrovcové kalamity proběhlo rozsáhlé kácení na severovýchodní straně vrcholu a svahu, odkud se otevřel výhled stejným směrem na nejbližší přilehlé kopce u obce Telecí, například Lucký vrch. Dále je vidět město Polička a zleva doprava pak Orlické hory, Králický Sněžník s Bukovohorskou hornatinou v popředí a Hrubý Jeseník vpravo.